# ویلکاکس، ساسکاچوان
ویلکاکس، ساسکاچوان (به انگلیسی: Wilcox, Saskatchewan) یک منطقهٔ مسکونی در کانادا است که در ساسکاچوان واقع شده‌است. ویلکاکس ۱٫۴۸ کیلومتر مربع مساحت و ۳۲۲ نفر جمعیت دارد.